# Байонская конституция
Байоннская конституция — конституция Испании, принятая Байоннскими кортесами 7 июля 1808 года под давлением Наполеона I. Согласно Байоннской конституции, Испания являлась конституционной монархией с тремя законодательными органами (сенатом, государственным советом, кортесами). Единственно допустимой религией объявлялся католицизм. Король назначал 80 из 172 депутатов кортесов, при этом права кортесов не были точно определены. Байоннская конституция ограничивала майорат, отменяла внутренние таможни и устанавливала единую систему налогов. Феодальное судопроизводство ликвидировалось, вводилось единое гражданское и уголовное законодательство для Испании и её колоний. Декларировалась свобода развития сельского хозяйства и промышленности в колониях. Байоннская конституция имела цель привлечь испанцев на сторону Наполеона и замаскировать его фактическое господство в Испании.